# ترور (ویسکانسین)
ترور (به انگلیسی: Trevor) یک منطقهٔ مسکونی در ایالات متحده آمریکا است که در ویسکانسین واقع شده‌است. ترور ۲۳۹٫۸۸ متر بالاتر از سطح دریا واقع شده‌است.